# Црвене кречане — Козарски поток
Црвене кречане — Козарски поток је локалитет у режиму заштите I степена, површине 21,93ha, у централном делу НП Фрушка гора.
Налази се у ГЈ 3805 Беочин манастир-Катанске ливаде-Осовље, одељења 11 (одсеци „а”, „б”, „ц”, „д” и „ф”) и 12 (одсек „а”). Локалитет чини шумски екосистеми који су важни као значајна станишта угрожених врста птица.